# Эсар-ан-Бокаж
Эсар-ан-Бокаж (фр. Essarts en Bocage) — новая коммуна на западе Франции, регион Пеи-де-ла-Луар, департамент Вандея, округ Ла-Рош-сюр-Йон, кантон Шантонне. Расположена в 17 км к северо-востоку от Ла-Рош-сюр-Йона и в 55 км к юго-западу от Нанта, в 12 км от автомагистрали А83.
Население (2019) — 9 174 человека.

## История
Коммуна образована 1 января 2016 года путем слияния коммун Булонь, Л’Уа, Лез-Эсар и Сент-Флоранс. Центром коммуны является Лез-Эсар. От него к новой коммуне перешли почтовый индекс и код INSEE. На картах в качестве координат Эсар-ан-Бокаж указываются координаты Лез-Эсар.

## Достопримечательности
- Церковь Нотр-Дам в Булони
- Церковь Святого Петра XIX века в Лез-Эсаре
- Руины шато Эсар XV века
- Руины шато Эбержман-Идро
- Церковь Святого Иосифа XIX века в Л’Уа
- Церковь Святой Флорентины в Сен-Флоранс

## Экономика
Структура занятости населения:
- сельское хозяйство — 5,8 %
- промышленность — 34,5 %
- строительство — 4,8 %
- торговля, транспорт и сфера услуг — 39,6 %
- государственные и муниципальные службы — 15,3 %

Уровень безработицы (2018) — 6,0 % (Франция в целом — 13,4 %, департамент Вандея — 10,5 %). 

Среднегодовой доход на 1 человека, евро (2019) — 21 680 (Франция в целом — 21 730, департамент Вандея — 21 550).

## Администрация
Пост мэра Эсар-ан-Бокажа с 1 января 2016 года занимает Фредди Риффо (Freddy Riffaud), до этого бывший мэром Лез-Эсара. На муниципальных выборах 2020 года возглавляемый им правый список был единственным.
| Период | Период | Фамилия      | Партия        | Примечания            |
| ------ | ------ | ------------ | ------------- | --------------------- |
| 2016   |        | Фредди Риффо | Разные правые | сетевой администратор |

## Галерея

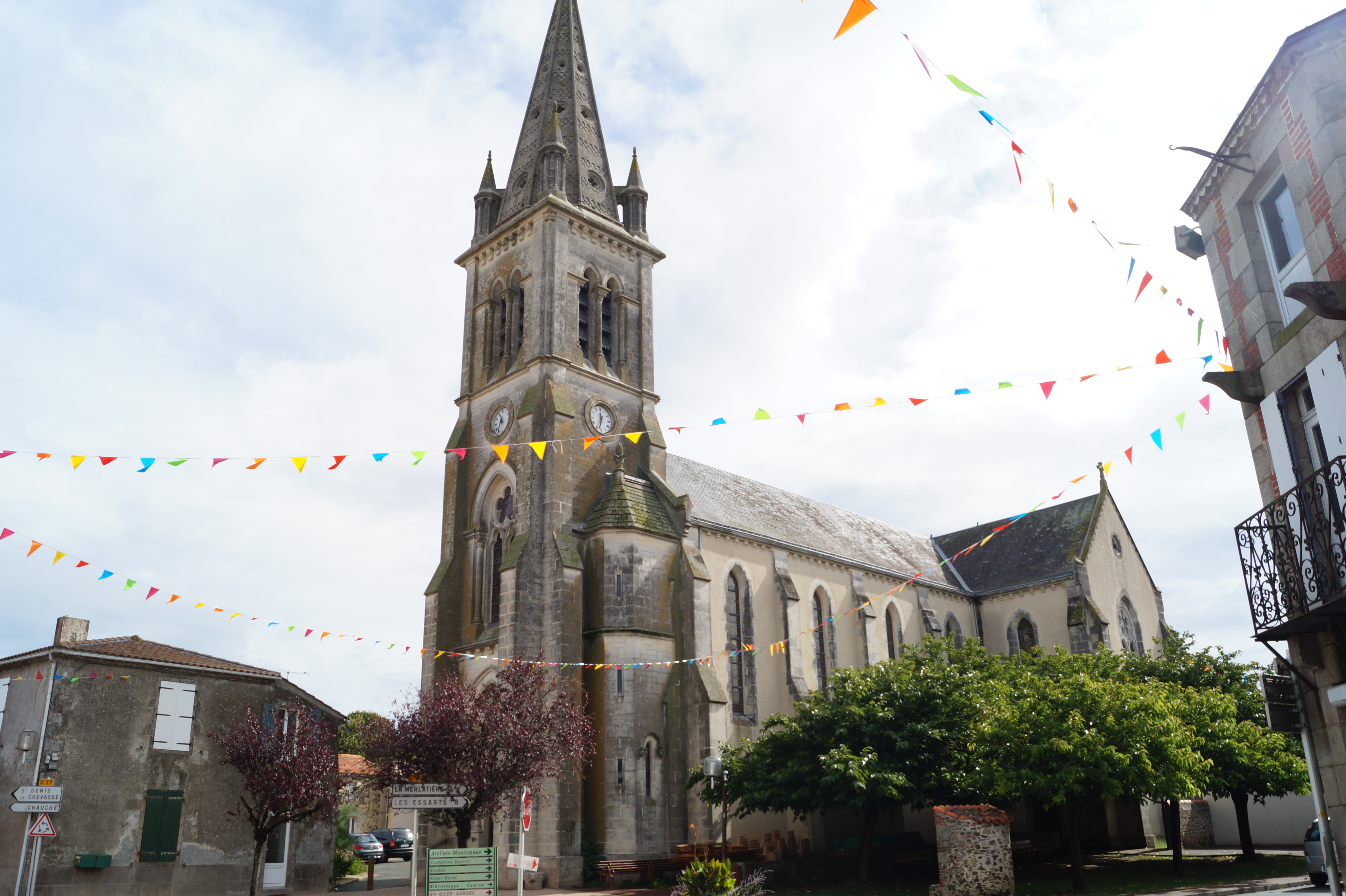
Церковь Нотр-Дам
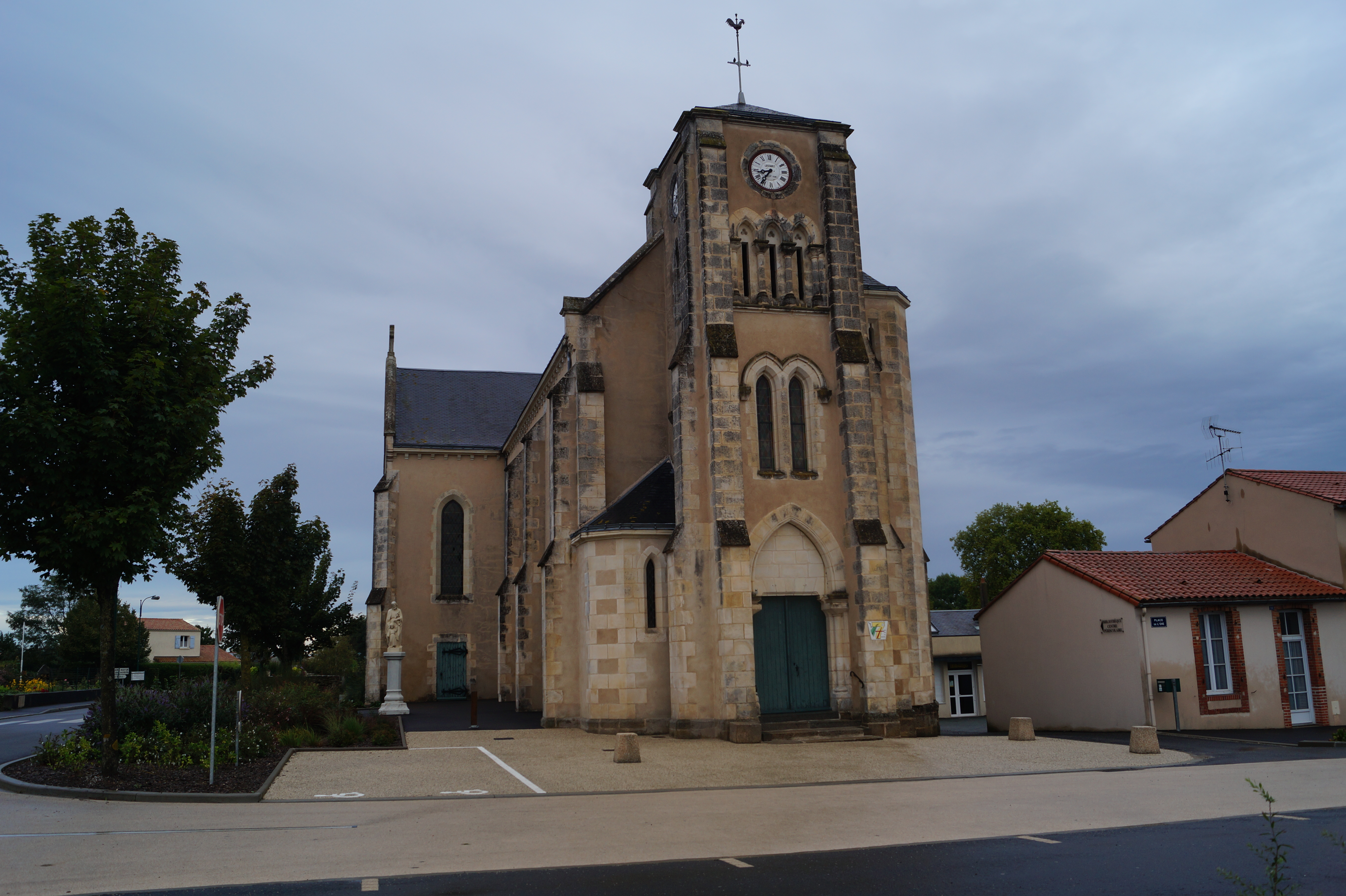
Церковь Святого Иосифа
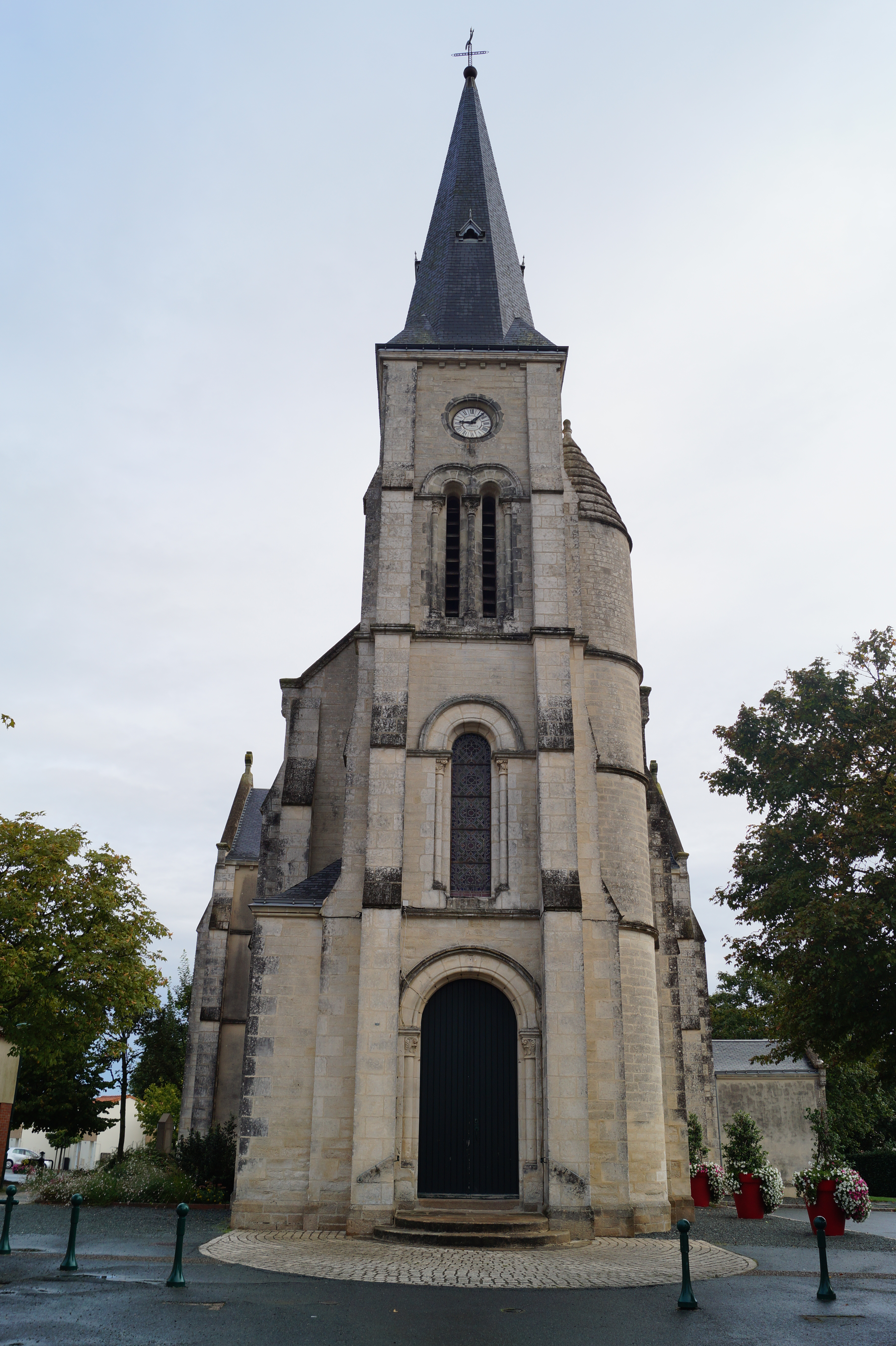
Церковь Святой Флорентины
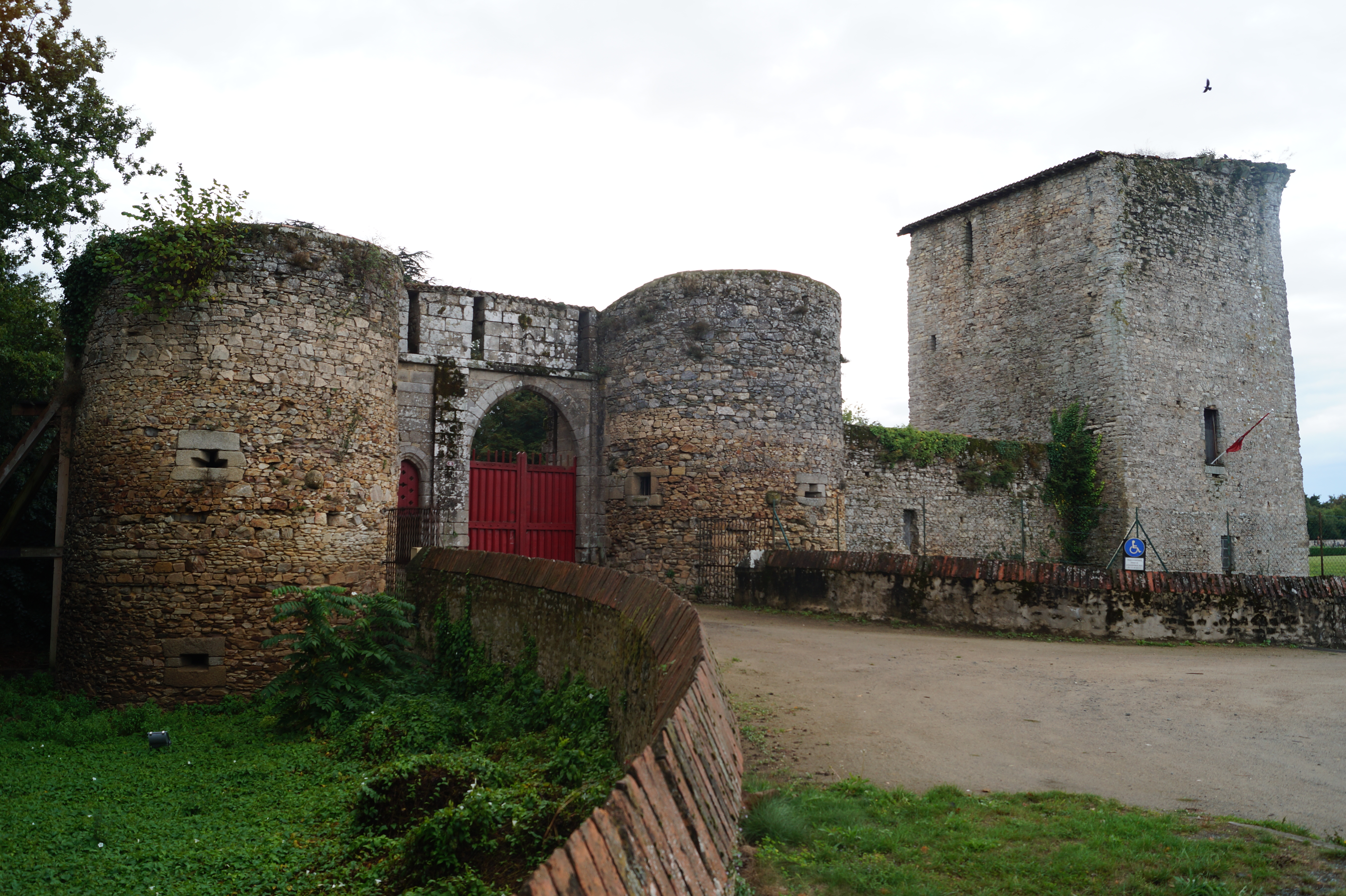
Руины шато Эсар
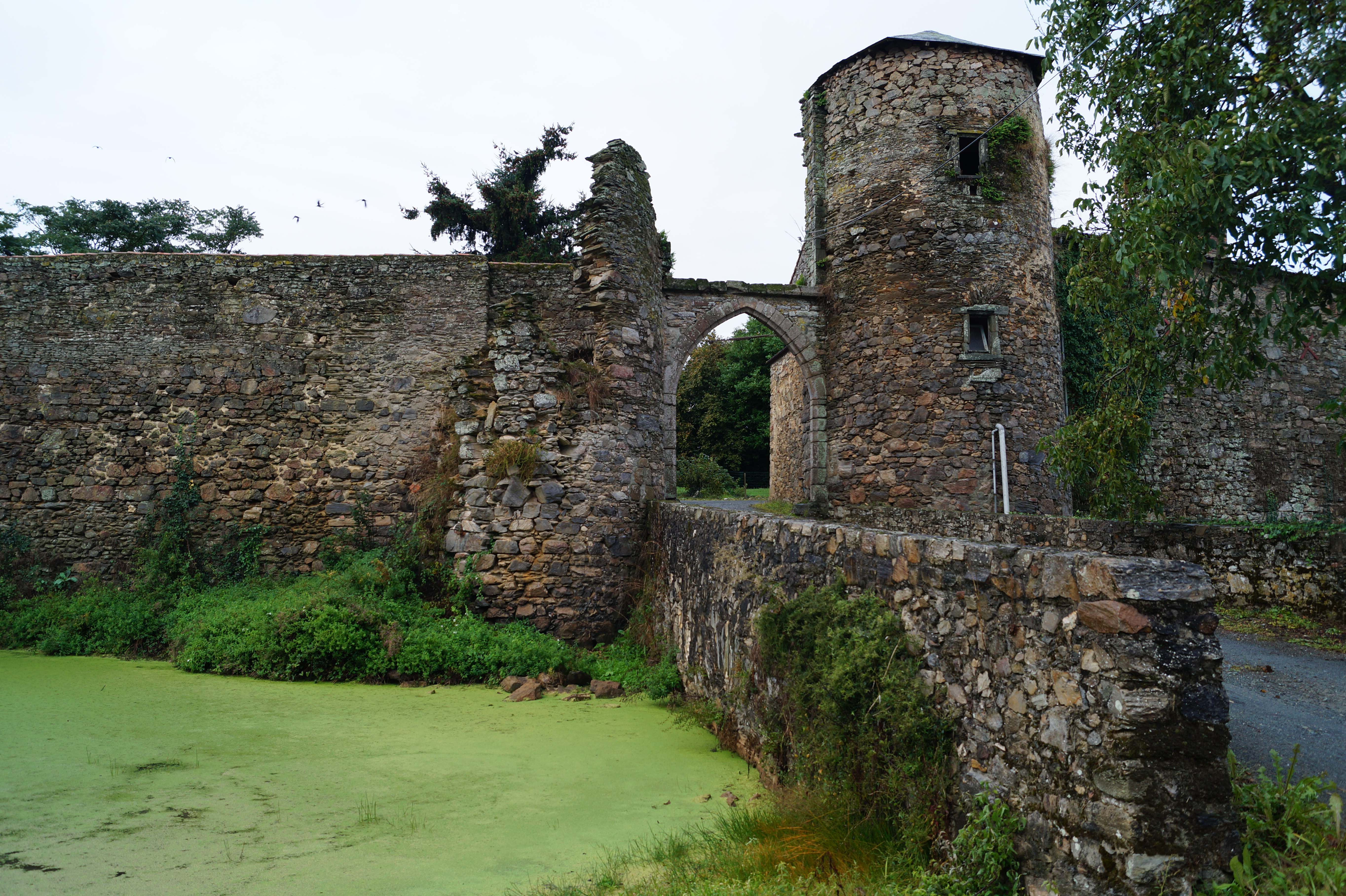
Руины шато Эбержман-Идро